# مجتمع المهندسين الطبيين

شعار مجتمع المهندسين الطبيين

مجتمع المهندسين الطبيين (بالإنجليزية: Biomedical Engineering Society-BMES)‏، تم إنشاؤه في عام 1968م في الولايات المتحدة الأمريكية، كان الهدف من هذا المجتمع في ذاك الوقت هو تمثيل كافة الأشخاص الذين لديهم اهتمام بالطب والهندسة في آن واحد، وان هدف هذا المجتمع اليوم هو الاعتراف بها كمنظمة رسمية تضم كافة العاملين في مجال الهندسة الطبية الحيوية. يهدف المجتمع أيضاً لتوفير البيئة المناسبة لأعضائه لاكتساب الخبرة والمعرفة الضروريتين حتى يكونوا مهندسين طبيين ناجحين في المستقبل، ويقوم المنتسبين لهذا المجتمع بمساعدة بعضهم البعض للوصول لهذه الغاية. يقيم مجتمع المهندسين الطبيين مؤتمر كل عام، يحضر هذا المؤتمر أشخاص من كافة أنحاء العالم.

## فوائد الانتساب لمجتمع المهندسين الطبيين
على الرغم من أن مركز هذا المجتمع في الولايات المتحدة الأمريكية، إلا أن العديد العديد من منتسبيه لا يسكنون في أمريكا؛ أي شخص يعمل أو يدرس في مجال الهندسة الطبية بإمكانه الانتساب، يجب دفع رسم سنوي للانتساب بهذا المجتمع، ويختلف هذا الرسم باختلاف منصب المنتسب. المنتسبين حول العالم بإمكانهم قراءة مجلات رقمية مجاناً عبر المجتمع، هذه المجلات تنشر البحوث العلمية في مجال الهندسة الطبية. أيضاً يستطيع أعضاء هذا المجتمع التواصل مع العاملين في مجال الهندسة الطبية وإيجاد فرص عمل، بالإضافة إلى ذلك بإمكان الأعضاء حضور المؤتمر السنوي الذي يقيمه المجتمع.